# Toowoomba Region
Toowoomba Region är en kommun i Australien. Den ligger i delstaten Queensland, omkring 150 kilometer väster om delstatshuvudstaden Brisbane. Antalet invånare är 160 251.
Följande samhällen finns i Toowoomba:
- Toowoomba
- Rangeville
- East Toowoomba
- Darling Heights
- Oakey
- Wilsonton Heights
- Westbrook
- Top Camp
- Yarraman
- Clifton
- Vale View
- Southbrook
- Prince Henry Heights
- Nobby
- Rosalie Plains
- Turallin
- Umbiram
- Wyreema
- Tummaville
- Sabine

Omgivningarna runt Toowoomba är i huvudsak ett öppet busklandskap. Runt Toowoomba är det mycket glesbefolkat, med 6 invånare per kvadratkilometer. Genomsnittlig årsnederbörd är 949 millimeter. Den regnigaste månaden är januari, med i genomsnitt 191 mm nederbörd, och den torraste är september, med 31 mm nederbörd.